# Lucas Aurelio
Lucas Aurelio (* Albany (New York) als Lucas Aurelio Phayre-Gonzalez) ist ein spanisch-amerikanischer Schauspieler, der in London tätig ist. 

## Herkunft
Lucas Aurelio, der mit vollständigem Namen Lucas Aurelio Phayre-Gonzalez heißt, wurde im amerikanischen Albany geboren, hat aber über seine Mutter spanische Wurzeln, durch die er als Baby auch die spanische Bürgerschaft und einen spanischen Pass erhielt.

## Ausbildung
Lucas Aurelio besuchte die Albany High School und studierte dann Musiktheater am Russell Sage College in Troy (New York), für das er ein Stipendium erhielt. An beiden Schulen spielte er Fußball, seinen Bachelor-Abschluss machte er 2018. Beim RSC trat er in Bühnenproduktionen für das Theatre Institute at Sage auf, sowie anschließend in New York City am New York Public Theatre unter anderem mit dem Bloomsburg Theatre Ensemble. 2018 nahm er an einer Inszenierung bei Shakespeare in the Park durch Kwame Kwei-Armah teil.

## Karriere
Nach seinem Abschluss hatte er erste Episoden- und kleine Filmrollen wie in The Pretenders von James Franco und Shoplifters of the World, der im Herbst 2018 in Troy gedreht wurde. Nachdem er in seinem ersten Studienjahr einmal dorthin gereist war, zog er 2019 nach London, wo er zunächst in einem unter der Schauspiel-Community beliebten Hotel arbeitete und so Agenten und Castingleiter kennenlernte. Hier erhielt er Gastrollen, etwa in FBI: International und The Witcher.
Seine erste längere Seriennebenrolle hatte er in dem walisischen Drama Anfamol, für das er Walisisch lernte. Größere Bekanntheit erlangte er durch die global gezeigte Netflix-Serie Bridgerton, in der er nach seinem fünften Vorsprechen auf Rollen besetzt wurde. Er spielte in der dritten Staffel in einem LGBT-thematischen Handlungsstrang für die Figur Benedict Bridgerton.

## Filmografie (Auswahl)
- 2021: Shoplifters of the World
- 2023: FBI: International (Fernsehserie, 1 Episode)
- 2023: Hitmen
- 2023: The Witcher (Fernsehserie, 1 Episode)
- 2023: The Admirer
- 2023: Anfamol (Fernsehserie, 5 Episoden)
- 2024: Bridgerton (Fernsehserie, 3 Episoden)